# Ewald Krolis
Ewald Harold Krolis (Paramaribo, 16 mei 1947 - Rotterdam, 22 september 2006) was een Surinaams zanger en percussionist in het kasekogenre.

## Biografie
Krolis begon al op jonge leeftijd met zingen. Hij kwam in aanraking met Bertje Tjin A Kwie en later ook met Stan Lokhin en André Stekkel, met wie hij The Rhythm Makers oprichtte. Deze groep speelde niet alleen kaseko maar ook calypso, merengue, soul en reggae. De populariteit van The Rhythm Makers leverde Krolis in de jaren zeventig een baan op als vaste zanger in de Saramaccabar van het hotel Torarica in Paramaribo.
In november 1975, ten tijde van de Surinaamse onafhankelijkheid, emigreerden vele Surinamers naar Nederland; zo ook Krolis. Hij vestigde zich in Rotterdam waar hij het Carribean Combo oprichtte. De overige leden waren zijn broer Robby, John Kembel, Iwan Tjon Akon, Lesley Leeflang en August Cabenda; ook Ramon Lappara, de latere oprichter van Master Blaster, maakte deel uit van Carribean Combo. 
In 1977 verschenen de eerste twee singles op Unice Records; Merie Mie en Mie Ne Meri Deng (in bijna-identieke hoesjes). In 1979 kwam het debuutalbum uit; Switie Bamaro bevatte tien nummers waaronder Tongo e Mekie Bingalang Pangalang, Farawe In Mi Dreng (oorspronkelijk Wide Awake In A Dream van het Jamaicaanse duo The Blues Busters) en Say I Love You (een nummer van Eddy Grant). 
In de jaren 80 werden er 12-inch maxi-singles uitgebracht als Alla Piekie Nengre, Sa Je Kar Mi Neng ?, Laat Maar Waaien en Mie Lobie (zelfde hoesfoto als Sa Je Kar Mi Neng ?). De B-kant van laatstgenoemde release was Mi Kanto Ma Mi De Ete en groeide uit tot een van Krolis' bekendste nummers; in 1985 werd het zelfs op Radio 3 gedraaid en leidde ertoe dat Carribean Combo als eerste kasekoband een live-concert gaf op deze popzender. 
In 1986 kreeg Krolis een auto-ongeluk waardoor hij in een rolstoel belandde en slechthorend werd. Krolis trok zich terug uit het openbare leven, maar desondanks bracht hij in 1995 de goed ontvangen solo-cd Biegie Famier' Man (geproduceerd door Lesley Leeflang) uit. Plannen voor een opvolger werden nooit gerealiseerd. Krolis overleed in 2006 op 59-jarige leeftijd in het Dijkzigt Ziekenhuis in Rotterdam.